# هارولد لاسول

هارولد دوایت لاسوِل (به انگلیسی: Harold Lasswell) (زاده ۱۳ فوریه ۱۹۰۲ - درگذشتهٔ ۱۸ دسامبر ۱۹۷۸) یک دانشمند آمریکایی برجستهٔ علوم سیاسی و نظریه‌پرداز ارتباطات بود. او دکترای خود را در علوم سیاسی و با دفاع از رساله خود با عنوان تبلیغات انگلستان و آلمان در جنگ جهانی اول اخذ کرد. لاسول به تحلیل نمادهای ارزشمند در تبلیغات جنگ جهانی دوم نیز در کتابخانه کنگره ایالات متحده و دانشگاه استنفورد پرداخت. وی مدتی نیز به عنوان یکی از اعضای کمیسیون آزادی مطبوعات فعالیت داشت.
لاسول عضو مکتب شیکاگو در جامعه‌شناسی و استاد دانشگاه ییل در علوم سیاسی بود. او همچنین رئیس آکادمی جهانی هنر و علوم و انجمن علوم سیاسی آمریکا بود. او در کنار دیگر لیبرالهای بانفوذ عصر خود، مانند والتر لیپمن، بر این باور بود که دموکراسی‌ها برای حفظ یگانگی اجتماعی مردم خود و همراهیشان با آن چیزی که طبقه متخصص به بهترین وجه فراهم می‌کند، نیازمند تبلیغات هستند.